# Amédée-François-Paul de Béjarry
Ne doit pas être confondu avec le sénateur Amédée de Béjarry.
Pour les autres membres de la famille, voir Famille de Béjarry.
Amédée-François-Paul de Béjarry (25 janvier 1770, Luçon - 10 mai 1844, Luçon), est un officier général royaliste des Guerres de Vendée ; homme politique sous la Restauration, il est député et président du conseil général de la Vendée.

## Biographie
Amédée de Béjarry est le fils de Charles-François de Béjarry, page de la grande écurie du roi, et de Marie Françoise Paule Regnon de Chaligny (cousine germaine de Gaspard de Bernard de Marigny). Il est le frère d'Auguste de Béjarry (1768-1824), officier vendéen connu sous le surnom de Capitaine Tempête.

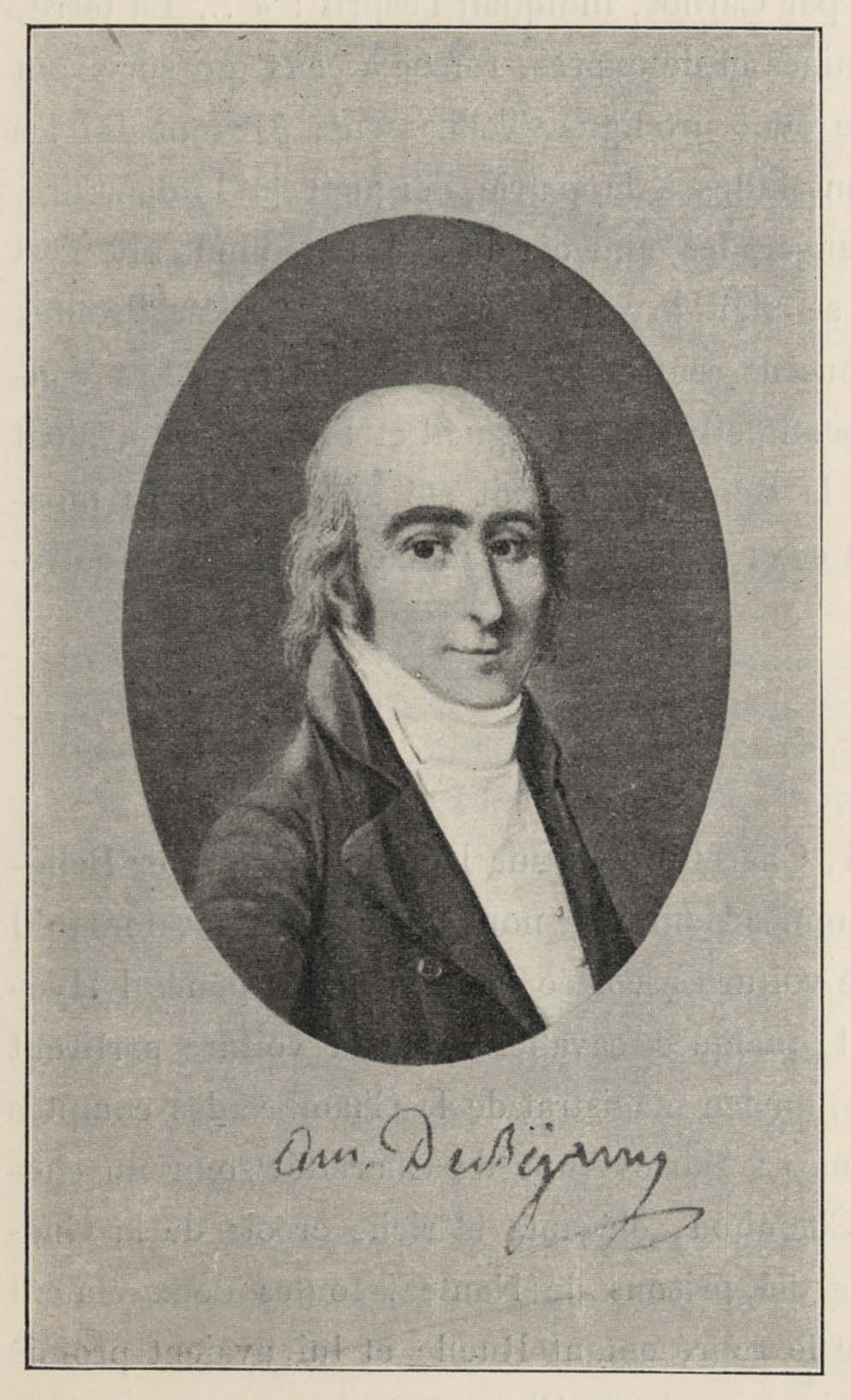
Portrait d'Amédée de Béjarry.

Très attaché à la royauté, Amédée de Béjarry combat pendant la Révolution dans l'armée vendéenne où il est aide de camp de Royrand, puis officier général, plusieurs fois blessé. 
Chargé par Puisaye, en 1794, de concerter les efforts des royalistes armés du Morbihan avec le plan général des opérations, il remplit cette mission avec succès, puis passe dans l'armée de Charette qui le choisit comme un des négociateurs de la convention de Nantes le 5 février 1795, et le charge d'une mission près le comité de salut public. Il revient à l'armée et signe, avec son frère aîné, le Traité de La Jaunaye accepté par Hoche. 
La reprise d'armes de 1799 aboutit à l'amnistie de 1800 ; Béjarry se retire alors dans ses foyers et reste, sous l'Empire, étranger à la vie politique. 
La Restauration le fait chevalier de l'ordre de Saint-Louis, sous-préfet de Beaupréau, alors chef-lieu d'arrondissement de Maine-et-Loire. 
Le 4 octobre 1816, Béjarry est élu député de la Vendée au collège de département. Il siège au centre. Il ne prend qu'une seule fois la parole, dans la session de 1816-1817, dans la discussion du budget, à l'article pensions ; après avoir exprimé toute sa sollicitude pour « cette masse de soldats vendéens, si dignes de toucher le cœur du roi et d'intéresser sa justice, » il propose en leur faveur un supplément de crédit de 250 000 francs. Il n'appartint pas à la législature qui suivit.
Ses mémoires ont été publiés en 1884 par son petit-fils, Amédée de Béjarry, accompagnés de nombreuses pièces annexes et justificatives, dont un grand nombre de lettres inédites.

## Sources
- « Amédée-François-Paul de Béjarry », dans Adolphe Robert et Gaston Cougny, Dictionnaire des parlementaires français, Edgar Bourloton, 1889-1891 [détail de l’édition]
- Amédée de Béjarry, Souvenirs vendéens, Émile Grimaud, imprimeur-éditeur et Jules Gervais, libraire-éditeur, 1884, 248 p. (lire en ligne).
- J. B. M. Braun, Statistique constitutionnelle de la chambre des députés: de 1814 à 1829, Huzard-Courcier, 1829, 496 p. (lire en ligne).